# Юха Ваккурі
Ю́ха І́лкка Ва́ккурі (фін. Juha Ilkka Vakkuri; * 2 грудня 1946, Гельсінкі, Фінляндія — 8 березня 2019, там же) — фінський письменник, поет і журналіст, африканіст; відомий своєю журналістикою, книгами та тим, що заснував фінсько-африканський культурний центр Villa Karon у Беніні.

## З життєпису

### Дитинство і юність
Мати Юха Ваккурі була вчителькою математики, а батько – майстром на заводі. Він виріс у Рійгімякі. З 1955 по 1965 рік жив у Хювінкяа.
Ваккурі зацікавився культурами і суспільствами світу вже замолоду, спершу за допомогою книг і фільмів. У 15-річному віці він редагував молодіжний журнал Touko школи спільного навчання Хювінкяя, який швидко набув популярності.
Заохочення вчителя рідної мови дало поштовх до письменницької праці. Юха Ваккурі також досяг успіху в письменницькому конкурсі, організованому містом Хювінкяя. Поет Пертті Ніємінен, який входив до його журі, став підтримувати літературне захоплення школяра.

### Кар'єра
Отримавши ступінь магістра літератури (1969), Юха Ваккурі почав працювати драматургом на MTV.
Як журналіст, Ваккурі писав на теми, пов'язані з політикою та економікою, для радіо, телебачення та газет. 
У 1971 році він почав працювати в Африці, надаючи допомогу розвитку ООН у Замбії. Після цього він продовжував працювати речником у штаб-квартирі ООН у Нью-Йорку (1973-5).
У період 1975-1983 років він був менеджером з міжнародного виробництва MTV, після чого почав працювати програмним менеджером Yleisradio 
У 2000 році Ваккурі заснував фінсько-африканський культурний центр під назвою Villa Karo, названий на честь його сина в Гранд-Попо, Бенін.
Ваккурі також був почесним консулом Беніну.

### Особисте життя
Ваккурі помер від раку 8 березня 2019 року у 72-річному віцію Його другою дружиною з 1979 року стала Катаріна Допель-Ваккурі (Catarina Doepel-Vakkuri). У 1980-х у них народилося двоє синів. Юха Ваккурі має дочку від першого шлюбу.
Старшим братом Юхи Ваккурі був письменник і керівник будівельної компанії Ааро Ваккурі.

## З доробку
З 1997 року Юха Ваккурі працював незалежним автором. Однак його кар'єра як письменника почалася з роману «Брати і сестри» (Veljet keskenään) в 1971 році 
У літературній творчості Ваккурі чимало жанрів. Писав романи, п'єси для театру та телебачення, вірші, репортажі, аудіокниги та біографічні портрети. Загалом було опубліковано понад його 40 книг.
Тематика творів Юхи Ваккурі є досить широкою, а його підходи і методи письма — прямими. Свої книги він здебільшого присвячував Африці, але міг також написати про Угорщину Кадара чи Фінляндію Маннергейма. У своїх книгах він розглядав історію, опис людини та глобальні перспективи.

### Африканська трилогія і мораль
Magnum opus Ваккурі стала 1500-сторінкова трилогія «Африка». Його книги «Через Африку» (Afrikan poikki, 2009), «Навколо Африки» (Afrikan ympäri, 2012) і «У серці Африки» (Afrikan sydämeen, 2014) є подорожніми нотатками майже всіма африканськими країнами на південь від Сахари. 
За цю трилогію автор отримав фінську премію Nonfiction-автора у 2015 році.
 

Об'єднуючою темою творчості Юхи Ваккурі стала мораль, зв’язок між індивідуальною та загальною мораллю. Він писав про те, як люди справляються з мораллю, коли світ їх кидає. В одному зі своїх інтерв'ю письменник заявив:
«Африка може багато запропонувати фінським письменникам, і не тільки письменникам, а всім відкритим людям. В Африці ще залишилося багато цінностей, від яких ми відмовилися через свою самовдоволену мудрість і зарозумілу дурість» 

## Нагороди
Юха Ваккурі удостоєний низки нагород і премій:
- Державна премія за операторське мистецтво (1978)
- Премія Літературного комітету Фінляндії (1997)
- Державна премія за розвиток інформації (2015)[11]